# 克里斯·麥克修
克里斯·麥克修（英語：Chris McHugh，1989年8月31日—），澳洲男子沙灘排球運動員。他和达明·舒曼搭檔代表澳洲參加2018年大英國協運動會和2020年夏季奧林匹克運動會，並在大英國協運動會奪得金牌。

## 外部連結
- 克里斯·麥克修在FIVB沙灘排球運動員數據庫
- 克里斯·麥克修在沙灘排球數據庫